# 3 octobre 1930
Le vendredi 3 octobre 1930 est le 276e jour de l'année 1930.

## Naissances
- Andreas Hönisch (mort le 25 janvier 2008), prêtre catholique allemand
- Henri Kowal, footballeur français
- Nicholas Eden (mort le 17 août 1985), homme politique britannique
- Robert Caël (mort le 27 juillet 2011), peintre français
- Robyn Denny (mort le 20 mai 2014), peintre britannique
- Senji Yamaguchi (mort le 6 juillet 2013), survivant du bombardement atomique de Nagasaki et militant anti-nucléaire
- Wladimiro Calarese (mort le 13 août 2005), escrimeur italien

## Décès
- Friedrich Ludwig (né le 8 mai 1872), musicologue allemand
- Philip Zilcken (né le 20 avril 1857), artiste peintre et graveur néerlandais

## Événements
- Découverte de l'astéroïde (1171) Rusthawelia